# Teretrius ellenbergeri
Teretrius ellenbergeri är en skalbaggsart som beskrevs av Desbordes 1914. Teretrius ellenbergeri ingår i släktet Teretrius och familjen stumpbaggar. Inga underarter finns listade i Catalogue of Life.